# Namadi Sambo
Mohammed Namadi Sambo, född 2 augusti 1954, är en nigeriansk politiker. Han utnämndes till Nigerias vicepresident den 13 maj 2010 och svors in den 19 maj 2010. Han är utbildad arkitekt vid Ahmadu Bello-universitet i Zaria.

## Bakgrund
Mohammed Namadi Sambo föddes den 2 augusti 1954 i Zaria, Kaduna. 1959 började han skolan vid Baptist Primary school i Kakuri, för att sedan flytta till Kobi Primary school i Bauchi och Towns School No. 1 i Zaria. Mellan 1967 och 1971 gick han Government Secondary School, idag Alhuda-Huda College i Zaria. Efter att han genomgått School of Basic Studies vid Ahmadu Bello-universitet 1972 blev han antagen till arkitektprogrammet vid samma universitet 1973. 1978 tog han sin masterexamen i arkitektur. Därefter arbetade han vid delstaten Oyos departement för arbete och bostäder fram till augusti 1979.
1988 utnämndes han till delstatsminister för arbete, transport och bostäder i Kaduna. 1990 lämnade han delstatspolitiken för att arbeta vid ett privat företag.

## Delstatsguvernör i Kaduna
I maj 2007 tillträdde Namadi Sambo som delstatsguvernör för Kaduna i Nigeria. Hans regeringsperiod slutade den 18 maj 2010. Som delstatsguvernör hade han en 11-punktsagenda. Han förkunnade att "Vår 11-punktsagenda riktar sig till alla former av utveckling och sociala behov i delstaten Kaduna och kommer att ge verktyg för egenmakt för unga och kvinnor i delstaten. Operation Yaki vänder sig till problemen med säkerheten och vår e-regeringsstrategi kommer att lyfta delstaten ekonomiskt. Jag vill bekräfta mitt totala engagemang för service, välstånd och folkets intresse i delstaten Kaduna. Vi skall göra vårt yttersta för att vår regeringstid bidrar till välstånd och tillväxt för vårt folk."
Halvvägs in på hans period som delstatsguvernör utsågs han av Nigerias president Goodluck Jonathan att bli hans vicepresident.

## Vicepresident
Efter president Umaru Yar'Aduas dödsfall valdes Goodluck Jonathan till Nigerias president i februari 2010. Jonathan nominerade Sambo som sin vicepresident för den Federala republiken Nigeria och nomineringen av Sambo som vicepresident mottogs av nationalförsamlingen fredagen den 15 maj 2010. Den 18 maj 2010 godkände nationalförsamlingen presidentens nominering av den tidigare delstatsguvernören som vicepresident. 
Den 19 maj 2010 svors Sambo formellt in som vicepresident för Nigeria.